# Дурні віслюки
«Дурні віслюки» (англ. Silly Asses) — науково-фантастичне оповідання американського письменника Айзека Азімова, вперше опубліковане в лютому 1958 у журналі Future Science Fiction. Увійшло до збірки «Купуємо Юпітер та інші історії» (1975).

## Сюжет
Люди Землі почали використовувати атомну енергію. За цим критерієм інопланетянин Нарон, багаторічний хранитель галактичних записів, вніс їх до списку зрілих рас. Але дізнавшись, що люди не почали дослідження міжзоряного простору, а почали випробовування атомної зброї на Землі, викреслює їх, промовляючи: «дурні віслюки».